# Кортандоне
Кортандоне (итал. Cortandone) — коммуна в Италии, располагается в регионе Пьемонт, в провинции Асти.
Население составляет 303 человека (2008 г.), плотность населения составляет 60 чел./км². Занимает площадь 5 км². Почтовый индекс — 14013. Телефонный код — 0141.
Покровителем коммуны почитается святой Антоний Великий, празднование 17 января. 

## Демография
Динамика населения:

## Администрация коммуны
- Официальный сайт: http://www.comune.cortandone.at.it/